# Ca l'Oncle (Bigues)
Ca l'Oncle, en la versió normativa del nom, o Ca l'Onclo (pronunciat Ca l'Onclu), en la versió popular més usual en aquest cas, és una masia del veïnat de Vallroja i el Pla, a Bigues, en el terme municipal de Bigues i Riells, a la comarca catalana del Vallès Oriental. També s'utilitza la forma amb n' en comptes de l'.
Està situada en el veïnat de Vallroja i el Pla, al nord-oest del Rieral de Bigues, a llevant del Pla del Vermell. És la casa situada més en posició central del veïnat. Format aquest veïnat amb les masies de Can Benet, Can Joan, Can Lleuger, Can Lluís i Can Margarins, quasi agrupades, Can Vermell i les restes de Can Puça una mica més al sud, i Can Piler, més al nord-est.
És una construcció del segle xvi segons consta en l'arxiu parroquial de mossèn Ramón Segalès rector de Bigues entre 1881 i 1886.
Està inclosa en el «Catàleg de masies i cases rurals» de Bigues i Riells.
El seu accés és per una pista rural en bon estat que arrenca cap al nord-est del punt quilomètric 23,8 de la carretera BP-1432, a prop de l'extrem nord del Rieral de Bigues. En 800 metres seguint aquesta pista s'arriba al costat de ponent de Ca l'Oncle.